# Nőtincs
Nőtincs (szlovákul: Netejč, németül: Nititsch) ezeréves múltra visszatekintő község Nógrád vármegye délnyugati részén, a Rétsági járásban.

## Nevének eredete
A falu nevének eredete bizonytalan. Kiss Lajos 1978-ban kiadott, Földrajzi nevek etimológiai szótára című könyvében a szláv Netyko névből származtatja, ugyanis a 11. századtól kezdve többször telepedtek le szlávok, illetve a magyar seregekben szolgáló, Baltikumból származó vitézek a területen. Mások szintén a szláv eredetű netecs, netecsa szavakból eredeztetik, melynek jelentése: nem folyó víz. Ez a falut régen kettéosztó, mára lecsapolt tóra, illetve a Lókos-patak lápos, mocsaras területére utalhat. A szájhagyomány szerint a Zsukma-völgyben, a Török-dombon állt a nógrádi basa háreme. Az ott fogvatartott magyar lányok hajfonataikból kötelet készítettek, majd ennek segítségével ereszkedtek le a kastély ablakából. A lányok menekülésük alatt szétszórták a hajfonatokat, a falut innen nevezték el a törökök Nőtincsnek.

## A falu címere
A falu címerének eredete bizonytalan, valószínűleg a Balog, vagy a Széchy és a Debercsényi családok címerei szolgáltathatták az alapot. A középkorban gyakori címerállat volt a kétfejű sas, amely többek között az osztrák császári címerben is megtalálható. Legvalószínűbben a Széchy család címeréből eredeztethető, ugyanis a család címerében is helyet kapott a fekete, kétfejű sas. A család a 16. század végén grófi címet kapott, illetve jelentős birtokokkal gyarapodott Felső-Magyarországon. A címerpajzs ovális alakú, a benne lévő búzakék színű címermezőt barokk damaszkozás (általában fémtárgyak arannyal, ezüsttel való bevonása) díszíti. A címer egy álló, kétfejű, fekete sast ábrázol, kiterjesztett szárnyakkal, karmaival az arany császári koronát markolva.

## Fekvése
Nógrád vármegye délnyugati részén, a Naszály lábánál található. Budapesttől való távolsága 52 kilométer, a hazánkat Szlovákiával összekötő 2-es főút (E77 nemzetközi főútvonal) mellett fekszik. A falut a Cserhát dombvidéke és a Naszály ölelik körbe.
Főutcája a 2-es főútból, annak 48+700-as kilométerszelvényétől nem messze, Nőtincs és Berkenye közigazgatási határának közvetlen közelében, de berkenyei területen kiágazó 2114-es út. A faluközpont nagyjából az út 3. kilométerénél helyezkedik el, az 5+200-as kilométerszelvény közelében pedig még mindig nőtincsi területen torkollik ebbe az útba a 21 125-ös út, amely Felsőpetény felé vezet. Határszélét nyugaton érinti még a Diósjenőre vezető 12 123-as út is.
Vasúti közlekedéssel nem rendelkezik.
A környékre – Nógrád más részeihez hasonlóan – az aprófalvas településszerkezet a jellemző, elég sok település lakossága 1000 fő alatti. A falvak egyenletesen, szétszórva helyezkednek el, nagyrészt a völgyekben. A környező települések: Alsópetény 10 kilométerre, Bánk 7 kilométerre, Berkenye 6 kilométerre, Felsőpetény 5 kilométerre, Nógrád 8 kilométerre, Ősagárd 6 kilométerre, Rétság 10 kilométerre, Szendehely 6 kilométerre, Tolmács 9 kilométerre, Vác 17 kilométerre.

### Külterületek
Nőtincs-Kapáskút puszta, Zsukma-puszta/Alsó Zsukma erdőőrház.

## Története

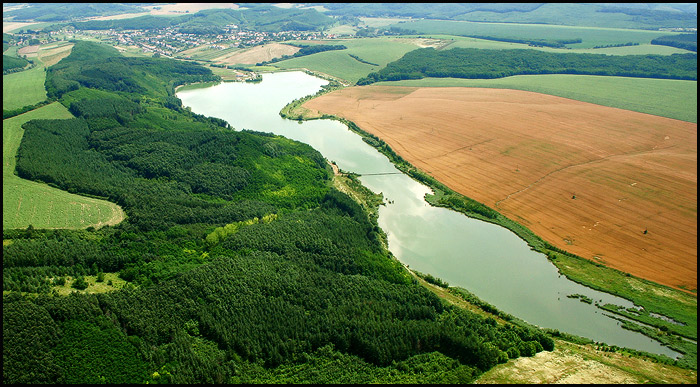
Lókos-pataki tározó (Nőtincsi-tó)

A Nőtincsen talált őskori leletek tanúsága szerint a település már az őskorban is lakott volt. A falu határában 1933-ban kőkorszaki eszközöket, köztük egy csiszolt kőbaltát találtak, 1952-ben egy avar kori temetőt is feltártak, melyet a 7. és a 7. század között használhattak. A 6.-7. században északról erősödött a szláv betelepülés a környékre. A magyarok a 9. században jelentek meg a területen. A honfoglalás idejében valószínűleg királyi birtok volt. A falut először egy 1317-es oklevélben említik Neutych néven. A következő évszázadokban a település neve sokszor változott: Neuchech, Newtyth majd Newtheth néven említik. Az 1600-as években már Nőtencs néven találkozunk a faluval. Az Árpád-ház kihalásáig királyi birtok volt, később a vármegye más részeihez hasonlóan Csák Máté fennhatósága alá került. A következő évszázadokban a nemesség birtokolta. A falu folyamatosan gyarapodott, 1415-ben új templomot építettek. Ezután kedvezőtlenebb időszak következett. Nógrád vára 1544-ben esett el, hamarosan 1549-ben Nőtincs is török fennhatóság alá került. 1592-ben török hűbérbirtok. A korszakban megtorpant a település fejlődése. A Magyar Királyság és a török hódoltság határa a Cserhát területén húzódott, a két nemzet portyái egyaránt sújtották a környéken élőket. A falu lassan elnéptelenedett. A lakosság az északi vármegyékbe menekült. 1594. február 27-én felszabadult Nógrád vára és a környék is. Megkezdődhetett a visszatelepülés. 1620-ban elesett Vác majd 1664-ben Nógrád is, a környék ismét török kézre került. A lakosság nagy része ismét elmenekült, vagy elhurcolták a törökök. Az 1680-as évekre újból teljesen elnéptelenedett a falu. Hamarosan visszatértek a lakók, a 18. század elején ismét benépesült a falu. A katolikus vallás a török uralom idején is fennmaradt a környéken. Nőtincs birtokosa a Balassa család lett. Az 1700-as években sok szlovák érkezett, nagyrészt protestánsok. Az új visszatelepülők között nincstelen és szökött jobbágyok is voltak. Nőtincs keletebbre került eredeti helyéről, így a falu külterületére épített templom a település belsejébe került. Az 1700-as évek kezdetén a váci püspök visszakövetelte a templomot a protestánsoktól, majd később átépítésre került sor Donyeba Mátyás nőtincsi plébános (1720-1728) irányítása alatt.

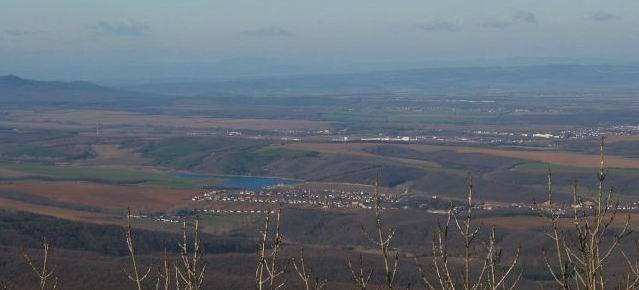
A falu látképe a Naszályról

1720-ban indult a katolikus elemi iskola, korábban, az 1600-as években is folyt valamiféle oktatás a községben. 1735-ben tűzvész pusztított, egy tucat fából épült ház a tűz martalékává vált. A jobbágyok a korban mezőgazdaságból, illetve egyesek faszén égetésből éltek meg, (búzát, rozsot, zabot termeltek) A faluban malom is működött, azonban ezt a jobbágyok csak pénz ellenében használhatták. Ekkoriban a falut több földesúr birtokolta, a lakosok legnagyobb része szlovák volt, (az 1800-as évek második felében a szlovák lakosság aránya megközelítette a 80%-ot). 1813-ban földrengés pusztított a településen. 1833-ban lecsapolták a falu közepén elhelyezkedő tavat, mocsarat. Az 1800-as évek végére a falut a Scitovszky család birtokolta. 1856-ban és 1896-ban ismét tűzvészek pusztítottak. 1873-ban kolerajárvány szedte áldozatait. Az 1900-as évek elején a Hönich család alkotta a település vezető rétegét. Az 1910-es évek elején a lakosok száma átlépte az 1000 főt. Az első és második világháború 29-29 hősi halottat követelt Nőtincs lakosságából. A második világháború alatt a német-szovjet frontvonal többször a falu területén húzódott keresztül. 1944/45-ben málenkíj robotra elhurcoltak 19 férfit és 7 nőt. Az oktatás a 20. század folyamán több helyszínen folyt: 1945-ig az un. alsó iskolában, majd második világháború végétől párhuzamosan az alsó iskolában és az ideiglenesen iskola szerepét betöltő Gyurcsányi-Scitovszky kúriában. Ez a helyzet állt fenn egészen 1984-ig, ekkor az oktatás áthelyeződött a jelenlegi iskolába. A volt alsó iskolában napjainkban a Szent Flórián Fogadó és Csárda várja vendégeit. A kúriát 1984-től nem hasznosították, jelenleg felújítása folyik.

## Közélete

### Polgármesterei
- 1990–1994: Szegner László (független)[5]
- 1994–1998: Szegner János László (független)[6]
- 1998–2002: Szegner János László (független)[7]
- 2002–2006: Szegner János László (független)[8]
- 2006–2010: Szegner János László (független)[9]
- 2010–2014: Szegner János László (független)[10]
- 2014–2019: Acsay Ákos István (független)[11]
- 2019–2024: Hugyecz Ádám (független)[12]
- 2024– : Hugyecz Ádám (független)[1]

## Demográfiai adatok
A 2001-es népszámlálás alapján a községnek 1213 lakosa van, ebből: magyar: 96,3%; cigány: 0,6%; német: 0,4%; szlovák: 0,4%; ismeretlen, nem válaszolt: 3,6%. A településen 485 lakás található.
A 2011-es népszámlálás során a lakosok 91,8%-a magyarnak, 1% cigánynak, 0,9% németnek, 0,3% szlováknak mondta magát (8% nem nyilatkozott; a kettős identitások miatt a végösszeg nagyobb lehet 100%-nál).
2022-ben a lakosság 94,9%-a vallotta magát magyarnak, 2,5% cigánynak, 1,3% németnek, 0,2% szlováknak, 0,1% bolgárnak, 0,1% ruszinnak, 2,8% egyéb, nem hazai nemzetiségűnek (5% nem nyilatkozott; a kettős identitások miatt a végösszeg nagyobb lehet 100%-nál). 

### A népesség alakulása
| Év   | Létszám | Év   | Létszám | Év   | Létszám |
| ---- | ------- | ---- | ------- | ---- | ------- |
| 1709 | 505     | 1851 | 909     | 1930 | 1104    |
| 1783 | 862     | 1869 | 968     | 1941 | 1130    |
| 1784 | 877     | 1870 | 968     | 1948 | 1182    |
| 1785 | 862     | 1880 | 835     | 1960 | 1238    |
| 1826 | 897     | 1890 | 887     | 1970 | 1339    |
| 1828 | 940     | 1900 | 979     | 1980 | 1322    |
| 1832 | 916     | 1910 | 1003    | 1990 | 1163    |
| 1840 | 909     | 1920 | 1058    | 2001 | 1213    |

A település népességének változása:
| Lakosok száma | 1053 | 1047 | 1038 | 1158 | 1185 | 1137 | 1158 |
|               | 2013 | 2014 | 2015 | 2021 | 2022 | 2023 | 2024 |

### Vallási hovatartozás
2001: Római katolikus: 83,1%; görögkatolikus: 0,5%; református: 2,8%; evangélikus: 3,6%; más egyházhoz, felekezethez tartozik: 0,4%; nem tartozik egyházhoz, felekezethez: 3,1%; ismeretlen, nem válaszolt: 6,4%.
2011-ben a vallási megoszlás a következő volt: római katolikus 64,6%, református 3,3%, evangélikus 3%, görögkatolikus 1,2%, felekezeten kívüli 6,3% (20,5% nem nyilatkozott).
2022-ben vallásuk szerint 47,3% volt római katolikus, 5,3% református, 3,1% evangélikus, 0,8% görög katolikus, 1,2% egyéb keresztény, 1,2% egyéb katolikus, 9,8% felekezeten kívüli (30,6% nem válaszolt).

## Gazdaság
Nőtincs, illetve a térség gazdaságát mindenkor meghatározta a főváros, Vác és a Dunakanyar közelsége. A falu életét sokáig a mezőgazdaság határozta meg (a térségben ma is Nőtincsen a legnagyobb a mezőgazdaságból élők aránya, ez a faluban működő termelőszövetkezetnek köszönhető), a 20. század folyamán több ipari vállalkozás is működött a település területén. A környéken fontos kenyérkereseti mód a málna (és egyéb bogyós gyümölcsök) termelése, a tevékenység sokáig igen jövedelmező volt. Az ezredforduló után a felvásárlási árak csökkenni kezdtek, ma a kilogrammonkénti ár töredéke a néhány évvel ezelőttinek, ezért sokan felhagytak a termeléssel.

## Műemlékek, látnivalók
- Római katolikus templom: 1415-ben építették gótikus stílusban a falu külterületén, később a terjeszkedés során került a faluba. Valószínűleg Széchy Miklós építtette. 1720-ban átépítették barokk stílusúra. A török pusztítás ideje alatt hosszabb ideig fedél nélkül állt. 1690-ben helyreállították. Egy ideig a reformátusok használták, ekkor 66 táblából álló festett, kazettás mennyezete volt. Később a váci püspök visszakövetelte a templomot, ekkor a reformátusok Kosdra távoztak. A templom kis dombon áll, főbejárata az előreugró toronyból nyílik. A hajó három részre osztható, boltozatokkal tagolva: a karzat és a hajó között pilléreket, míg a szentély és a hajó között csúcsíves boltozatot találunk. A korábbi hagymasisakú tornyot 1932-ben átalakították egyszerű gúlasisakká. A keleti oldalon mérműves ablak található. A főoltárkép 1858-ban készült, Szent Mártont ábrázolja. Szent Márton a betegek, szegények gyámolítójaként ismert tours-i püspök 316-397 között élt, Franciaország védőszentje. 1976-ban a templom restaurálásakor a keresztboltozatos szentélyben gótikus szentségtartó fülkét (pastoforium) és körülötte 16. századi falképtöredéket tártak fel. Nagy művészeti értékkel bír a templomban található rokokó stílusú szószék is. Orgonáját Schäfer Ágoston építette 1942-ben. A templomtoronyban 3 harang lakik: a 78 cm átmérőjű harangot Walser Ferenc öntötte 1890-ben, az 54,5 cm átmérőjű harang a Harangművek Rt-nél készült 1923-ban, míg a 46 cm átmérőjűt Szlezák László készítette 1929-ben.
A templomon gótikus, barokk, rokokó és népi építészeti stílusjegyek egyaránt felfedezhetők. Légifotó a kúriáról és parkjáról

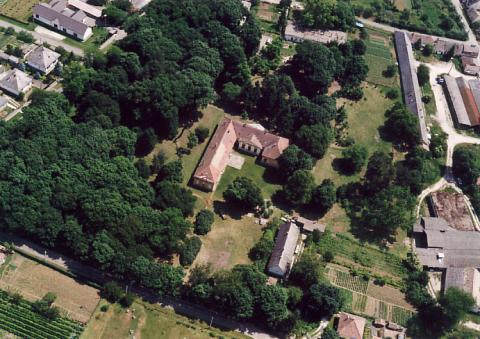
Légifotó a kúriáról és parkjáról

- Gyurcsányi–Scitovszky-kúria: Klasszicista stílusban épült 1809-ben a Gyurcsányi család rendeltetésére. A nemesi kúriákra jellemző L-alakban, hagyományos stílusban épült. Az épületet angolpark veszi körbe, a park területe a falu terjeszkedése következtében mára összezsugorodott, hogy megőrizzék angolpark jellegét és a még meglévő idős fákat védetté nyilvánították. Az oldalfalakat lizénák és faltükrök tagolják. Az épületen széles, tagolt koronázópárkány fut körbe. 1859-től a Scitovszkyak birtokolták, őket a 20. században a Hönich-Madarassy-Beck család követte. 1945-től általános iskola szerepét töltötte be, az épület 1984-től üresen áll, egy ideig részlegesen lakásként hasznosították. 2 hektáros parkja 1975-től természetvédelmi terület. Jelenleg felújítása folyik A kastélyban született Scitovszky Tibor (Nőtincs, 1875. június 21. –Los Angeles, USA, 1959. április 12.) politikus, Magyarország külügyminisztere: A budapesti és a párizsi egyetemeken jogi tanulmányokat folytatott. 1889-ben a kereskedelmi minisztériumba került, ahol főként kereskedelempolitikai kérdésekkel foglalkozott. 1920-ban a külügyminisztériumba helyezték át. Mint delegátus részt vett az első világháborút lezáró béketárgyalásokon. 1922-ben kereskedelmi minisztériumban államtitkár, 1923-ban a Magyar Általános Hitelbank ügyvezető igazgatója, később 1925-től vezérigazgatója, majd 1944-től 1947-ig elnöke volt. 1924. november 16. – 1925. március 17. között a Bethlen-kormány külügyminisztere. 1927-től felsőházi tag. A bankok államosítása után az USA-ba távozott.
- Szent Flórián-szobor: keletkezési ideje 1780 körülre tehető. Anyaga festett homokkő. Eredetileg szabadon állt, később, 1869-ben a mai helyére, keretes fali fülkébe került. A szobor klasszikus Szent Flórián ábrázolás: Flórián vizet önt egy égő ház tetejére. Valószínűleg a korábbi pusztító tűzvészek (pl.: 1735) emlékére épült. A faluban 1856-ban és 1896-ban is tűzvész pusztított. A szobor alatt vaskarmokkal felfogatott barokk reliefet találunk. A szobor állapota mára leromlott. Szent Flórián római tisztből lett keresztény, az egyházüldözés idején mártírhalált halt, az Enns folyóba fojtották. Tisztelete főként Bajorországban, Ausztriában és Magyarországon (a 18. században) terjedt el. Árvizek és tűzvészek ellen védő szent. Leginkább égő házzal a kezében ábrázolják, amire két magyarázatot ismerünk: 
  - Gyermekkorában imádságára kialudtak egy égő ház lángjai.
  - Egy szénégetőt mentett meg a tűzhaláltól, amikor az hozzá fohászkodva vizet kért. (A szénégető máglyája lángra lobbant, próbálta eloltani, azonban ő is a tűzbe esett, ekkor vizet kért a víz által halt Flóriántól, így menekült meg a tűztől.)
- Nepomuki Szent János kápolna: 1892 épült, nevét a csehországi védőszentről, Nepomuki Szent Jánosról kapta. Nepomuki Szent János a gyónási titok védőszentje. A település peremén, a jelenkori temetőhöz vezető út mellett található. A kápolna Szent Amália nevét is viseli. Szent Amália, (eredeti nevén Analberga), nevének jelentése: szeplőtelen. Witgát lotaringiai herceg felesége volt. Három gyermeke született, haláluk után mindhármukat szentté avatták. Gyermekei: szent Adalbert, másképp Emebert, cambrayi püspök, szent-Renildisz apáca és szent Gudula, szinten apáca. Harmadik gyermekének születése után apácának, férje pedig szerzetesnek állt. A maubeugi kolostorban 690-ben halt meg. Holtteste Bingenben nyugszik.
- Lókos-pataki tározó: 1997-ben, az Ipolymenti Víztársulat tározóprogramjának keretében létesült. Az 51 hektáros tározó kiváló horgászati, pihenési lehetőséget kínál, emellett árvízvédelmi és tűzivíz-tározó szerepét is betölti. Maximális tárolókapacitása ~1130000 m³, ekkor a vízfelszín közel 43 Ha. A tározó körül részben kiépített kerékpárút található, kb. a tározó egynegyedéig.
- Környék: A falu környezete rendkívül sokszínű, az élővilág gazdag. A falu a Naszályhoz vezető túrák egyik kedvelt kiindulóhelye. A környéken több műemlék és vár (Nógrád) is található, a faluhoz tartozó tó is remek kikapcsolódási lehetőséget kínál.

## Közösségi élet, civilszervezetek
2007. december 1-jén megalakult a Nőtincsi Kulturális Egyesület (NKE) 41 taggal. Az Egyesület célja elsősorban a falu lakosainak összefogása, olyan légkör megteremtése ahol a fiatal pároknak kedve lesz Nőtincsen otthont teremteni, gyermekeiket itthon marasztalni. Az Egyesület lehetőséget ad arra, hogy minél több embert összefogjon különböző rendezvények alkalmával. Az NKE a Nőtincsi Néptánc csoport, a fiatalság, és az olaszországi testvér kapcsolat kezdeményezésére jött létre. Az Egyesülethez bárki csatlakozhat, a gyűléseken részt vehet, véleményt nyilváníthat, működéséhez segítséget nyújthat.

## Testvértelepülések
- Gavignano, Olaszország
- Málas, Szlovákia